# Bumbi
Bumbi è stato un programma televisivo di divulgazione prescolare, in onda dal 2017 al 2019 su Rai Yoyo e condotto da Oreste Castagna, nei panni del Cantastorie, e dal pupazzo Bumbi, interpretato dall'attrice Marilena Ravaioli.

## Trama
In un luogo immaginario Oreste il Cantastorie, Bumbi e la bambina Alessia accolgono bimbi tra i 18 e i 36 mesi, per raccontare storie e ballare insieme.

## Canzoni
Le canzoni del programma sono state scritte da Janna Carioli e musicate da Paolo Serazzi.